# Ösophagusstimme
Als Ösophagusstimme wird eine Stimmproduktion nach totaler Laryngektomie bezeichnet, bei der nach entsprechender medizinischer Rehabilitation durch Luftausstoßen ähnlich dem Rülpsen Schleimhautfalten in Höhe des Ösophagusmundes in Schwingungen versetzt werden. Die Ösophagusstimme wird auch Ruktusstimme, Ösophagusersatzstimme oder tracheo-ösophageale Ersatzstimme genannt.
Neben dem Shunt-Ventil und elektronischen Sprechhilfen ist die traditionelle Ösophagusstimme eine von drei Kommunikationsmöglichkeiten bei totaler Laryngektomie. Erlernt wird sie im Rahmen der Stimmrehabilitation. Inwieweit und ob der Betroffene diese Variante der Ösophagusstimme erlernen kann, hängt von verschiedenen individuellen Faktoren ab wie z. B. Ausmaß der Operation, medizinische Vor- und/oder Nachbehandlung (Strahlentherapie, Chemotherapie), physische und psychische Belastbarkeit als auch Alter. Durchschnittlich dauert es mehrere Monate bis ein Jahr, bis der Kehlkopflose sich eine flüssige, gut verständliche Stimme erarbeitet hat.